# Софьино (Никольское сельское поселение)
Софьино — деревня в Сычёвском районе Смоленской области России. Входит в состав Никольского сельского поселения. Население — 6 жителей (2007 год). 
Расположена в северо-восточной части области в 10 км к северо-востоку от Сычёвки, в 2 км западнее автодороги Р134 «Старая Смоленская дорога» Смоленск — Дорогобуж — Вязьма — Зубцов, на берегу реки Городня. В 5 км северо-западнее деревни расположена железнодорожная станция Помельница на линии Вязьма — Ржев. 

## История
В годы Великой Отечественной войны деревня была оккупирована гитлеровскими войсками в октябре 1941 года, освобождена в марте 1943 года.